# Comnica Kft.
A Comnica Kft. ügyfélazonosítási és ügyfélkapcsolati megoldások fejlesztésével és internet alapú hangszolgáltatások kereskedelmével foglalkozik. A cég a 2000-es évektől aktív szereplője a szoftverfejlesztési és telekommunikációs piacnak. KYC rendszerét a pénzügyi piac elvárásainak megfelelően alakította ki, telco és contact center szolgáltatásait a légiközlekedéstől a biztosításig tucatnyi iparágban használják. A Comnica telekommunikációs szolgáltatásait 70 országban értékesíti, rendszerein több mint 100 nemzetközi és hazai hálózatot kapcsolódik össze.  

## Története
A cég elődjét 2001-ben alapították, a munkatársak nevéhez fűződik az UHU-Linux, azaz az első magyar Linux disztribúció lefejlesztése. 2004-ben egyedi megrendelésre készült el első call center szoftverük, a Calgo 1.0. A cég menet közben elindította nemzetközi VoIP telco szolgáltatási üzletágát, 2004-ben pedig felvette az UHU Systems nevet. 2015-ben nagy lendületet vett a piaci terjeszkedésben, és az UHU Systems a nemzetközi piacon is ismertté vált. A cég három évvel később úgy döntött, megújítja a brandet, és 2018. júliusától Comnica név alatt folytatja tovább. 
2019 márciusában felvásárolta az üzleti telefon- és az internetszolgáltatás piacán ismertté vált Externet céget. 2019-ben bevezette a magyar piacra az elsősorban marketingkampányokhoz és sales támogatásra tervezett SmartSMS-t. 2020-ban az addigra jelentős piaci részesedést szerző Comnica CC nevű contact center rendszere mellé piacra dobta az ügyfélazonosításra és ügyfélátvilágításra kifejlesztett Comnica ID-t. E termékportfoliójával mára a hazai közepes és nagyvállalatok minden ügyfélkapcsolati fejlesztéshez fűződő digitalizációs igényét képes kielégíteni.
A Comnica Kft. 2021. június 30-án az addig ingyenes uw.hu tárhely szolgáltatását fizetőssé tette.